# Nelson Mandela Forum
Il Nelson Mandela Forum (precedentemente noto come Palasport e, comunemente, come Palazzetto), è il più importante palazzo dello sport della città di Firenze. Fu proposto di chiamarlo PalaGiglio ma senza successo.

## Descrizione

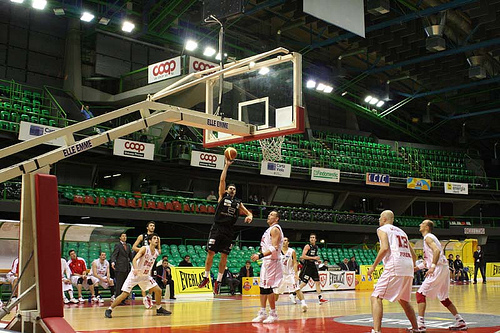
Una partita di basket al Mandela Forum (2008)

La struttura è tra i primi dieci palasport d'Italia per capienza. Ospita manifestazioni sportive, concerti, congressi politici, meeting vari, mostre, spettacoli e rassegne cinematografiche.
L'ingresso del Mandela Forum è caratterizzato da un grande murale realizzato dalla pittrice sudafricana ndebele Esther Mahalangu inaugurato il 17 novembre 2010.
I principali sostenitori del Nelson Mandela Forum sono la Fondazione Cassa Di Risparmio di Firenze e Unicoop Firenze.
L'intitolazione a Nelson Mandela, che risale al 3 novembre 2004, vuole essere simbolo di incontro e di una comunità, aperta, globale e multiculturale.

## Eventi sportivi
Dal 22 al 29 settembre 2013 il Nelson Mandela Forum fu sede di arrivo di tutte le gare dei campionati del mondo di ciclismo.
Dalla stagione 2013-2014 l'impianto ospita tutte le gare casalinghe in Eurolega della Mens Sana Siena, data la mancata deroga per la disputa delle gare europee al PalaEstra.
Tra il 15 e il 18 febbraio 2018 ha ospitato la Coppa Italia di Lega Basket Serie A, denominata Postemobile Final Eight 2018 per ragioni di sponsorizzazione.
Nel settembre 2018 fu sede di alcune gare del campionato mondiale di pallavolo.

## Eventi cinematografici

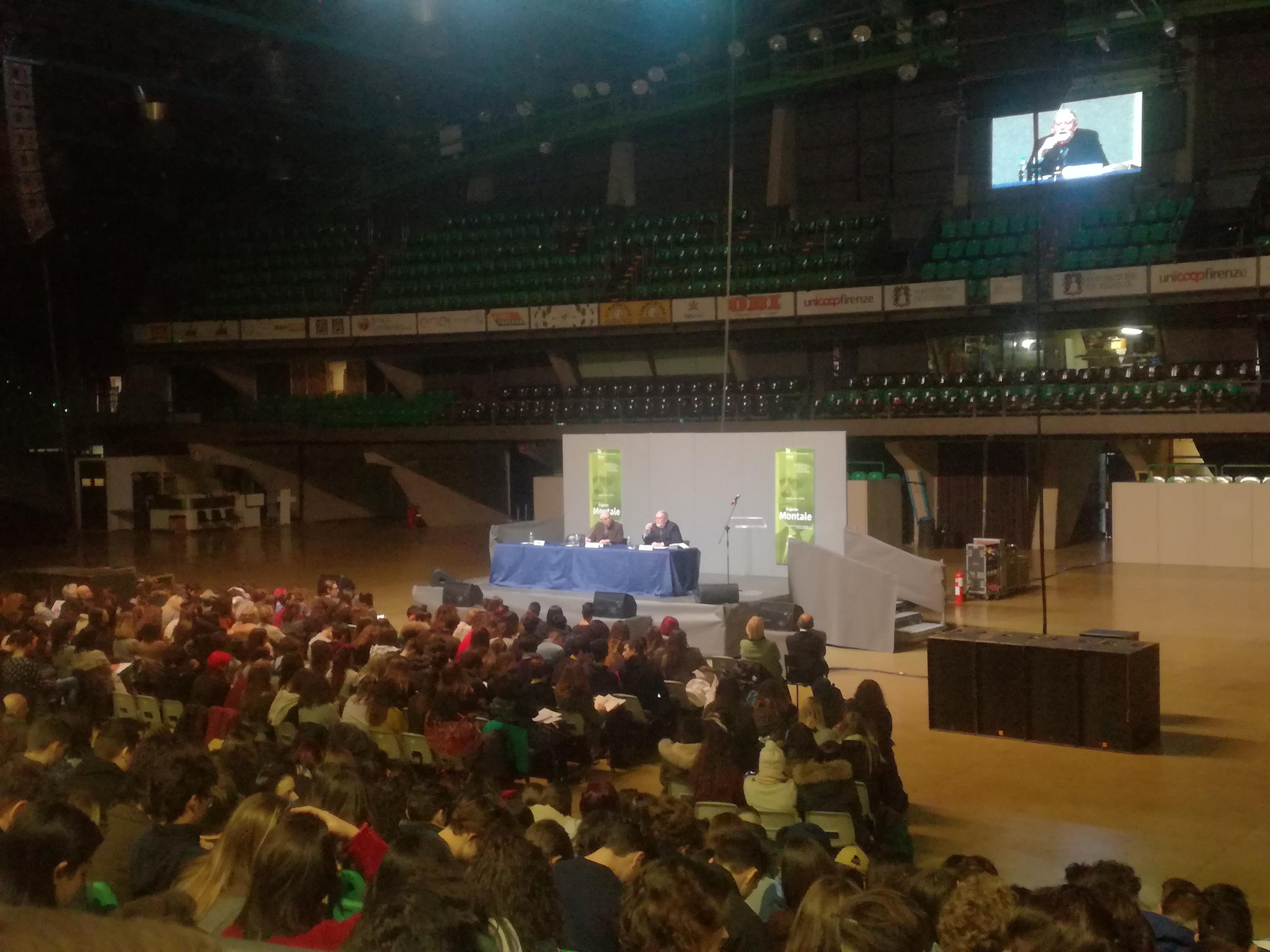
I Colloqui Fiorentini 2018, tenutisi nel Forum

Il cantiere del palazzetto fu l'ambientazione di una scena del film Amici miei: nel momento in cui la combriccola si ritrova per spartire il bottino con il turlupinato Righi (Bernard Blier) si scorgono le notevoli masse plastiche in calcestruzzo che caratterizzano tutt'oggi il progetto.

## Altro
Durante la pandemia di Covid-19 è stato utilizzato come centro vaccinale.